# Tårs Vig
Tårs Vig är en vik i Danmark.   Den ligger i Region Själland, i den sydöstra delen av landet, 110 km sydväst om Köpenhamn.
Tårs Vig ligger utanför Lollands nordkust.